# Arado Ar 68
De Arado Ar 68 is een eenpersoons dubbeldekker die ontwikkeld was in midden jaren dertig en gebruikt door nazi-Duitsland.
Het doel was om de Heinkel He 51 te vervangen. In 1934 was de eerste vlucht van de Arado Ar 68 en deze had een krachtige motor die beter was dan die van de Heinkel 51.
De Arado Ar 68 werd in 1936 in gebruik genomen door de Duitse Luftwaffe en werd gestationeerd in Oost-Pruisen. Al snel vocht de Arado Ar 68 in de Spaanse Burgeroorlog, waar zijn belangrijkste tegenstander de Polikarpov I-16 was. Omdat dit type superieur bleek voorzag Arado de Ar 68 van een sterkere motor zodat het een waardiger tegenstander werd. Het type werd snel vervangen door de Messerschmitt Bf 109 en in 1939 en 1940 werd het alleen nog gebruikt als trainings- en nachtvliegtuig. Vanaf 1940 werd het vliegtuig officieel niet meer gebruikt.